# Лактат кадмия
Лактат кадмия — химическое соединение,
соль кадмия и молочной кислоты с формулой Cd(C3H5O3)2,
бесцветные (белые) кристаллы,
растворяется в воде.

## Физические свойства
Лактат кадмия образует бесцветные (белые) кристаллы
Растворяется в воде, 
не растворяется в этаноле.

## Применение
- Используется в пищевых продуктах (как разрыхлитель).
- В медицине.